# Fall into Spring
Fall into Spring es el cuarto álbum de estudio en solitario de la cantante estadounidense Rita Coolidge. Fue publicado en mayo de 1974 a través del sello A&M Records. 

## Grabación y contenido
Fall into Spring se grabó en Sunset Sound, en Los Ángeles, California. David Anderle produjo el álbum, y John Haeny, Ric Tarantini, Kent Nebergall y Brian Dall'armi se desempeñaron como ingenieros de audio. Una vez completas las sesiones de grabación, Fall into Spring se masterizó en Mastering Lab, en Hollywood, California, por Doug Sax. El álbum contenía doce canciones. Todas las canciones fueron versiones de temas interpretados por otros artistas, con la excepción de «Cowboys and Indians» y «Heaven's Dream». Entre ellas estaba «Love Has No Pride», que fue grabado por primera vez por Bonnie Raitt, y «That's What Friends Are For», que se convirtió en un éxito top 40 en la lista Easy Listening para B. J. Thomas.

## Recepción de la crítica
Un escritor no especificado de Billboard escribió: “Coolidge parece más cómoda con el material de este LP que con los anteriores, y aunque nunca ha realizado un mal set, esto parecería indicar el potencial que muchos sintieron que estaba mostrando hace cinco años. Quizás la clave aquí es que ella es la estrella, dejando que su voz domine los instrumentos. No hay ninguna razón por la cual este álbum no pueda ser reproducido casi universalmente en la radio y convertirla en la estrella completa que siempre ha sido promocionada”. Un escritor no especificado de la revista Cash Box declaró: “Su estilo romántico se captura perfectamente en este brillante paquete que presenta a la dama cantando una serie de selecciones de algunos de los mejores compositores de la actualidad... Rita ha hecho otro gran trabajo y debería estar muy orgullosa de ello”.

## Lista de canciones
| Lado uno |                               |                         |          |  |
| N.º      | Título                        | Escritor(es)            | Duración |  |
| 1.       | «Love Has No Pride»           | Eric Kaz Libby Titus    | 3:50     |  |
| 2.       | «That's What Friends Are For» | Paul Williams           | 4:55     |  |
| 3.       | «Cowboys and Indians»         | Bobby Charles           | 3:15     |  |
| 4.       | «Hold an Old Friend's Hand»   | Donna Weiss             | 4:10     |  |
| 5.       | «We Had It All»               | Troy Seals Donni Fritts | 3:00     |  |
| 6.       | «Mama Lou»                    | Larry Murray            | 3:13     |  |

| Lado dos |                                    |                        |          |  |
| N.º      | Título                             | Escritor(es)           | Duración |  |
| 1.       | «Heaven's Dream»                   | Marc Benno             | 2:25     |  |
| 2.       | «Desperados Waiting for the Train» | Guy Clark              | 5:15     |  |
| 3.       | «A Nickel for the Fiddler»         | Clark                  | 2:50     |  |
| 4.       | «The Burden of Freedom»            | Kris Kristofferson     | 5:14     |  |
| 5.       | «Now Your Baby Is a Lady»          | Weiss Jackie DeShannon | 2:40     |  |
| 6.       | «I Feel Like Going Home»           | Charlie Rich           | 5:27     |  |

## Créditos y personal
Créditos adaptados desde las notas de álbum de Fall into Spring.
Músicos
- Rita Coolidge – voces
- Dean Parks – guitarra acústica y eléctrica, slide guitar, mandolina, dobro
- Jerry McGee – guitarra acústica y eléctrica, armónica
- Mike Utley – teclados
- Lee Sklar – bajo eléctrico
- Sammy Creason – batería
- Bobbye Hall – percusión
- Al Perkins, Jr. – guitarra de acero con pedal
- Nick De Caro – acordeón
- Milt Holland – vibráfono, marimba
- Gib Guilbeau – violín tradicional
- Herb Pedersen – banjo
- Geoffrey Levin – dobro, EBow en «Desperados Waiting for the Train»
- Booker T. Jones – piano en «Hold an Old Friend's Hand», coros en «Hold an Old Friend's Hand» y «Desperados Waiting for the Train»
- Jennifer Warren, Brooks Hunnicutt, Rita Jean Bodine, Linda Dillard, Ken Edwards, Andrew Gold, Donna Weiss, Priscilla Jones – coros en «Desperados Waiting for the Train»
- David Campbell – arreglos orquestales

Personal técnico
- David Anderle – productor
- John Haeny – ingeniero de audio
- David Anderle – ingeniero en mezclas
- Ric Tarantini – ingeniero de audio
- Brian Dall'armi – ingeniero de audio, ingeniero en mezclas asistente
- Kent Nebergall – ingeniero de audio, ingeniero en mezclas asistente
- Doug Sax – masterización
- Roland Young – director artístico
- Chuck Beeson – diseño de portada
- Gina Fiore – fotografía

## Posicionamiento
| Gráfica (1974)                             | Pico de posición |
| ------------------------------------------ | ---------------- |
| Australia (Kent Music Report)              | 96               |
| Estados Unidos (Billboard Top LP's & Tape) | 55               |
| Estados Unidos (Cash Box Top 100 Albums)   | 50               |